# Campeonato nacional de fútbol masculino de la División I de la NCAA
El Campeonato nacional de fútbol masculino de la División I de la NCAA es la competición postemporada que disputan cada año los mejores equipos de fútbol masculino de la División I de la NCAA. Es la máxima competición de fútbol universitario en los Estados Unidos de América.
Las semifinales y final se conocen también como College Cup.

## Formato
El Campeonato nacional de fútbol de la División I de la NCAA es un torneo de 48 equipos por eliminatorias a partido único.
22 equipos se clasifican tras proclamarse campeones de sus respectivas conferencias. Dependiendo de cada conferencia, los campeones se deciden tras un torneo, o bien por los puntos conseguidos en la liga regular entre sus equipos. Las 22 conferencias que otorgan este derecho a sus campeones son: 
- America East Conference
- American Athletic Conference
- Atlantic Coast Conference
- Atlantic Sun Conference
- Atlantic 10 Conference
- Big East Conference
- Big South Conference
- Big Ten Conference
- Big West Conference
- Coastal Athletic Association
- Horizon League
- Ivy League
- Metro Atlantic Athletic Conference
- Missouri Valley Conference
- Northeast Conference
- Ohio Valley Conference
- Patriot League
- Southern Conference
- Sun Belt Conference
- The Summit League
- West Coast Conference
- Western Athletic Conference

Los 26 equipos restantes se clasifican por invitación (at-large bids) de la NCAA. La decisión se toma por un comité con representantes de las ocho regiones que componen la NCAA, que utilizan varios criterios, siendo el más importante el Rating Percentage Index (RPI), utilizado también para el torneo de baloncesto, y que se basa en una fórmula matemática diseñada para medir los calendarios y los resultados de cada equipo en la liga regular.
16 equipos pasan directamente a la segunda ronda, mientras que los otros 32 se enfrentan siguiendo criterios de proximidad geográfica en el campo del más fuerte.
Las semifinales y final (College Cup) se disputan en una sede neutral única.

## Historia
El torneo se disputa desde 1959, cuando compitieron ocho equipos.

### Palmarés
| Año  | Campeón                                        | Marcador                    | Finalista                             | Sede                          | Estadio                     |
| ---- | ---------------------------------------------- | --------------------------- | ------------------------------------- | ----------------------------- | --------------------------- |
| 1958 | Connecticut Huskies                            | 2-0                         | Yale Bulldogs                         | Storrs (Connecticut)          | Memorial Stadium            |
| 1959 | San Luis Billikens                             | 5-2                         | Bridgeport Purple Knights             | Storrs (Connecticut)          | Memorial Stadium            |
| 1960 | San Luis Billikens                             | 3-2                         | Maryland Terrapins                    | Brooklyn                      | Brooklyn College Field      |
| 1961 | West Chester Golden Rams                       | 2-0                         | San Luis Billikens                    | San Luis (Misuri)             | Public Schools Stadium      |
| 1962 | San Luis Billikens                             | 4-3                         | Maryland Terrapins                    | San Luis (Misuri)             | Francis Field               |
| 1963 | San Luis Billikens                             | 3-0                         | Navy Midshipmen                       | East Brunswick (Nueva Jersey) | Rutgers Stadium             |
| 1964 | Navy Midshipmen                                | 1-0                         | Michigan State Spartans               | Providence (Rhode Island)     | Brown Stadium               |
| 1965 | San Luis Billikens                             | 1-0                         | Michigan State Spartans               | San Luis (Misuri)             | Francis Field               |
| 1966 | San Francisco Dons                             | 5-2                         | Long Island Blackbirds                | Berkeley (California)         | California Memorial Stadium |
| 1967 | Michigan State Spartans* San Luis Billikens*   | 0-0                         |                                       | San Luis (Misuri)             | Francis Field               |
| 1968 | Maryland Terrapins** Michigan State Spartans** | 2-2 (2 Prorr.)              |                                       | Atlanta                       | Grant Field                 |
| 1969 | San Luis Billikens                             | 4-0                         | San Francisco Dons                    | San José (California)         | Spartan Stadium             |
| 1970 | San Luis Billikens                             | 1-0                         | UCLA Bruins                           | Edwardsville (Illinois)       | Ralph Korte Stadium         |
| 1971 | Howard Bison***                                | 3-2                         | San Luis Billikens                    | Miami                         | Miami Orange Bowl           |
| 1972 | San Luis Billikens                             | 4-2                         | UCLA Bruins                           | Miami                         | Miami Orange Bowl           |
| 1973 | San Luis Billikens                             | 3-2 (Prorr.)                | UCLA Bruins                           | Miami                         | Miami Orange Bowl           |
| 1974 | Howard Bison                                   | 2-1 (4 Prorr.)              | San Luis Billikens                    | San Luis (Misuri)             | Busch Memorial Stadium      |
| 1975 | San Francisco Dons                             | 4-0                         | SIU Edwardsville Cougars              | Edwardsville (Illinois)       | Ralph Korte Stadium         |
| 1976 | San Francisco Dons                             | 1-0                         | Indiana Hoosiers                      | Filadelfia                    | Franklin Field              |
| 1977 | Hartwick Hawks                                 | 2-1                         | San Francisco Dons                    | Berkeley (California)         | California Memorial Stadium |
| 1978 | San Francisco Dons***                          | 2-0                         | Indiana Hoosiers                      | Tampa                         | Tampa Stadium               |
| 1979 | SIU Edwardsville Cougars                       | 3-2                         | Clemson Tigers                        | Tampa                         | Tampa Stadium               |
| 1980 | San Francisco Dons                             | 4-3 (Prorr.)                | Indiana Hoosiers                      | Tampa                         | Tampa Stadium               |
| 1981 | Connecticut Huskies                            | 2-1 (Prorr.)                | Alabama A&M Bulldogs                  | Palo Alto                     | Stanford Stadium            |
| 1982 | Indiana Hoosiers                               | 2-1 (8 Prorr.)              | Duke Blue Devils                      | Fort Lauderdale               | Lockhart Stadium            |
| 1983 | Indiana Hoosiers                               | 1-0 (2 Prorr.)              | Columbia Lions                        | Fort Lauderdale               | Lockhart Stadium            |
| 1984 | Clemson Tigers                                 | 2-1                         | Indiana Hoosiers                      | Seattle                       | Kingdome                    |
| 1985 | UCLA Bruins                                    | 1-0 (8 Prorr.)              | American University Eagles            | Seattle                       | Kingdome                    |
| 1986 | Duke Blue Devils                               | 1-0                         | Akron Zips                            | Tacoma (Washington)           | Tacoma Dome                 |
| 1987 | Clemson Tigers                                 | 2-0                         | San Diego State Aztecs                | Clemson (Carolina del Sur)    | Riggs Field                 |
| 1988 | Indiana Hoosiers                               | 1-0                         | Howard Bison                          | Bloomington (Indiana)         | Bill Armstrong Stadium      |
| 1989 | Santa Clara Broncos* Virginia Cavaliers*       | 1-1 (2 Prorr.)              |                                       | Piscataway (Nueva Jersey)     | Rutgers Stadium             |
| 1990 | UCLA Bruins                                    | 0-0 (4 Prorr.-Penaltis)     | Rutgers Scarlet Knights               | Tampa                         | USF Soccer Stadium          |
| 1991 | Virginia Cavaliers                             | 0-0                         | Santa Clara Broncos                   | Tampa                         | USF Soccer Stadium          |
| 1992 | Virginia Cavaliers                             | 2-0                         | San Diego Toreros                     | Davidson (Carolina del Norte) | Richardson Stadium          |
| 1993 | Virginia Cavaliers                             | 2-0                         | South Carolina Gamecocks              | Davidson (Carolina del Norte) | Richardson Stadium          |
| 1994 | Virginia Cavaliers                             | 1-0                         | Indiana Hoosiers                      | Davidson (Carolina del Norte) | Richardson Stadium          |
| 1995 | Wisconsin Badgers                              | 2-0                         | Duke Blue Devils                      | Richmond (Virginia)           | Richmond Stadium            |
| 1996 | St. John's Red Storm                           | 4-1                         | Florida International Golden Panthers | Richmond (Virginia)           | Richmond Stadium            |
| 1997 | UCLA Bruins                                    | 2-0                         | Virginia Cavaliers                    | Richmond (Virginia)           | Richmond Stadium            |
| 1998 | Indiana Hoosiers                               | 3-1                         | Stanford Cardinal                     | Richmond (Virginia)           | Richmond Stadium            |
| 1999 | Indiana Hoosiers                               | 1-0                         | Santa Clara Broncos                   | Charlotte                     | Ericsson Stadium            |
| 2000 | Connecticut Huskies                            | 2-0                         | Creighton Bluejays                    | Charlotte                     | Ericsson Stadium            |
| 2001 | North Carolina Tar Heels                       | 2-0                         | Indiana Hoosiers                      | Columbus (Ohio)               | Columbus Crew Stadium       |
| 2002 | UCLA Bruins                                    | 1-0                         | Stanford Cardinal                     | Dallas                        | Gerald J. Ford Stadium      |
| 2003 | Indiana Hoosiers                               | 2-1                         | St. John's Red Storm                  | Columbus (Ohio)               | Columbus Crew Stadium       |
| 2004 | Indiana Hoosiers                               | 1-1 (2 Prórr.-Penaltis)     | UC Santa Barbara Gauchos              | Carson (California)           | Home Depot Center           |
| 2005 | Maryland Terrapins                             | 1-0                         | New Mexico Lobos                      | Cary (Carolina del Norte)     | SAS Soccer Park             |
| 2006 | UC Santa Barbara Gauchos                       | 2-1                         | UCLA Bruins                           | San Luis (Misuri)             | Hermann Stadium             |
| 2007 | Wake Forest Demon Deacons                      | 2-1                         | Ohio State Buckeyes                   | Cary (Carolina del Norte)     | SAS Soccer Park             |
| 2008 | Maryland Terrapins                             | 1-0                         | North Carolina Tar Heels              | Frisco (Texas)                | Pizza Hut Park              |
| 2009 | Virginia Cavaliers                             | 0-0 (2 Prórr.-Penaltis)     | Akron Zips                            | Cary (Carolina del Norte)     | WakeMed Soccer Park         |
| 2010 | Akron Zips                                     | 1-0                         | Louisville Cardinals                  | Santa Bárbara (California)    | Harder Stadium              |
| 2011 | North Carolina Tar Heels                       | 1-0                         | Charlotte 49ers                       | Hoover (Alabama)              | Regions Park                |
| 2012 | Indiana Hoosiers                               | 1-0                         | Georgetown Hoyas                      | Hoover (Alabama)              | Regions Park                |
| 2013 | Notre Dame Fighting Irish                      | 2-1                         | Maryland Terrapins                    | Chester (Pensilvania)         | PPL Park                    |
| 2014 | Virginia Cavaliers                             | 0-0 (2 Prórr.-Penaltis 4-3) | UCLA Bruins                           | Cary (Carolina del Norte)     | WakeMed Soccer Park         |
| 2015 | Stanford Cardinal                              | 4-0                         | Clemson Tigers                        | Kansas City (Kansas)          | Children's Mercy Park       |
| 2016 | Stanford Cardinal                              | 0-0 (2 Prórr.-Penaltis 5-4) | Wake Forest Demon Deacons             | Houston (Texas)               | BBVA Compass Stadium        |
| 2017 | Stanford Cardinal                              | 1-0 (2 Prórr.)              | Indiana Hoosiers                      | Chester (Pensilvania)         | Talen Energy Stadium        |
| 2018 | Maryland Terrapins                             | 1-0                         | Akron Zips                            | Santa Bárbara (California)    | Harder Stadium              |
| 2019 | Georgetown Hoyas                               | 3-3 (PK 7-6)                | Virginia Cavaliers                    | Cary (Carolina del Norte)     | WakeMed Soccer Park         |
| 2020 | Marshall Thundering Herd                       | 1-0 (Prorr.)                | Indiana Hoosiers                      | Cary (Carolina del Norte)     | WakeMed Soccer Park         |
| 2021 | Clemson Tigers                                 | 2-0                         | Washington Huskies                    | Cary (Carolina del Norte)     | WakeMed Soccer Park         |
| 2022 | Syracuse Orange                                | 2-2 (2 Prórr.-Penaltis 7-6) | Indiana Hoosiers                      | Cary (Carolina del Norte)     | WakeMed Soccer Park         |
| 2023 | Clemson Tigers                                 | 2-1                         | Notre Dame Fighting Irish             | Louisville (Kentucky)         | Lynn Family Stadium         |
| 2024 | Vermont Catamounts                             | 2-1 (Prórr.)                | Marshall Thundering Herd              | Cary (Carolina del Norte)     | WakeMed Soccer Park         |

Notas:
- *co-campeones; partido suspendido por el clima
- **co-campeones por empate
- ***descalificado posteriormente

## Títulos
| N.º | Universidad               | Títulos | Años                                                       |
| --- | ------------------------- | ------- | ---------------------------------------------------------- |
| 1   | Saint Louis Billikens     | 10      | 1959, 1960, 1962, 1963, 1965, 1967, 1969, 1970, 1972, 1973 |
| 2   | Indiana Hoosiers          | 8       | 1982, 1983, 1988, 1998, 1999, 2003, 2004, 2012             |
| 3   | Virginia Cavaliers        | 7       | 1989, 1991, 1992, 1993, 1994, 2009, 2014                   |
| 4   | San Francisco Dons        | 4       | 1966, 1975, 1976, 1980                                     |
| 4   | UCLA Bruins               | 4       | 1985, 1990, 1997, 2002                                     |
| 4   | Maryland Terrapins        | 4       | 1968, 2005, 2008, 2018                                     |
| 4   | Clemson Tigers            | 4       | 1984, 1987, 2021, 2023                                     |
| 8   | Stanford Cardinal         | 3       | 2015, 2016, 2017                                           |
| 9   | Michigan State Spartans   | 2       | 1967, 1968                                                 |
| 9   | UConn Huskies             | 2       | 1981, 2000                                                 |
| 9   | North Carolina Tar Heels  | 2       | 2001, 2011                                                 |
| 12  | West Chester Golden Rams  | 1       | 1961                                                       |
| 12  | Navy Midshipmen           | 1       | 1964                                                       |
| 12  | Howard Bison              | 1       | 1974                                                       |
| 12  | Hartwick Hawks            | 1       | 1977                                                       |
| 12  | SIU Edwardsville Cougars  | 1       | 1979                                                       |
| 12  | Duke Blue Devils          | 1       | 1986                                                       |
| 12  | Santa Clara Broncos       | 1       | 1989                                                       |
| 12  | Wisconsin Badgers         | 1       | 1995                                                       |
| 12  | St. John's Red Storm      | 1       | 1996                                                       |
| 12  | UC Santa Barbara Gauchos  | 1       | 2006                                                       |
| 12  | Wake Forest Demon Deacons | 1       | 2007                                                       |
| 12  | Akron Zips                | 1       | 2010                                                       |
| 12  | Notre Dame Fighting Irish | 1       | 2013                                                       |
| 12  | Georgetown Hoyas          | 1       | 2019                                                       |
| 12  | Marshall Thundering Herd  | 1       | 2020                                                       |
| 12  | Syracuse Orange           | 1       | 2022                                                       |
| 12  | Vermont Catamounts        | 1       | 2024                                                       |

- En cursiva campeonatos compartidos